# Дусаев, Ростислав Науфальдович
Ростислав Науфальдович Дусаев (8 апреля 1949, Уфа — 30 ноября 2021, Петрозаводск) — директор Северного института (филиала) Российской правовой академии министерства юстиции РФ (1999—2005), профессор, доктор юридических наук, заслуженный юрист РФ (2013), заслуженный деятель науки Республики Карелия (1996).

## Образование
В 1972 году Ростислав Дусаев окончил юридический факультет Ленинградского государственного университета (ЛГУ) по специальности «Правоведение», там же продолжил учебу в аспирантуре юридического факультета.
В 1975 году защитил кандидатскую диссертацию по теме «История образования независимого Финляндского государства» (связанная с историей государственно-правового статуса Финляндии в составе Российской империи).
В 1992 году защитил докторскую диссертацию на тему «Кодификация уголовного законодательства Финляндии XIX века». В том же году Ростиславу Дусаеву была присуждена ученая степень доктора юридических наук.

## Трудовая деятельность
Работал в уголовном розыске в милиции.
В 1978 году начал преподавать на юридическом факультете Ленинградского государственного университета в качестве ассистента, затем старшего преподавателя и доцента.
В 1984 году Ростислава Дусаева назначили заместителем декана юридического факультета ЛГУ.
В 1991 году при участии Ростислава Дусаева в Петрозаводском государственном университете был создан юридический факультет на котором он заведовал кафедрой общеправовых дисциплин и кафедрой правоведения.
В 1993 году Ростиславу Дусаеву было присвоено звание профессора по кафедре правоведения.
С 1994 года он был первым деканом юридического факультета Петрозаводского госуниверситета, заведующим кафедрой и профессором Петрозаводского государственного университета.
В 1995 году при непосредственном участии Ростислава Дусаева была создана, первая в России юридическая клиника (Юридическая клиника ПетрГУ). Это новый вид  оказания бесплатной правовой помощи для населения, а так же практика для обучающихся в оказании юридических услуг, созданной на базе высшего учебного заведения.    
В 1999 году профессор принял активное участие в создании Северного филиала Российской правовой академии министерства юстиции РФ (РПА Минюста России) в Петрозаводске и являлся его первым директором до 2005 года, а также возглавлял кафедру государственно-правовых дисциплин института.
Из интервью известно, что в разные года среди учеников Ростислава Дусаева были первые лица государства Д. Медведев (бывший президент), К. Чуйченко (министр  юстиции РФ), А. Парфенчиков (Глава Республики Карелия), А. Иванов (председатель Арбитражного суда РФ).
При участии Ростислава Дусаева проходило обсуждение Проекта Конституции Республики Карелия в Законодательном Собрании РК, так же он выступал с оценочными комментариями проекта Конституции РФ, в периодической печати.
Работы Ростислава Дусаева в развитии правовой науки так же были отмечены и за рубежом:
В 2001 году он был включен в справочник Who is who in (русское издание).
В 2002 году его имя было внесено в справочник 2000 outstanding Europeans of the 21 century (Кембриджским международным биографическим центром).

## Общественная деятельность
С 1996 по 1999 год Ростислав Дусаев был членом коллегии Министерства юстиции Республики Карелия.
С 2002 года — член Комиссии по помилованию при Администрации Главы РК.
С 2001 по 2005 год являлся членом коллегии Управления Министерства юстиции Российской Федерации по Республике Карелия.
В 2004 году назначен представителем общественности в квалификационную коллегию судей Республики Карелия.
С 2005 по 2010 год был членом научно-практического совета Конституционного суда РК.
С 2008 года — член экспертного совета при Управлении по правам человека в РК.
С 2010 года — член Общественной палаты Республики Карелия.

## Научная деятельность
У Ростислава Дусаева была большая научная практика, работы в области уголовного права и сравнительного правоведения, более двухсот научных публикаций, из них около пятнадцати монографий, а также учебные пособия и лекционные курсы.
Основными научными трудами, в которых Ростислав Дусаев был автором или соавтором, являются:
- История образования независимого Финляндского государства. — Л.: Ленинградский гос. ун-т им. А. А. Жданова, 1975. — С. 21
- Государственно-правовой статус Великого Княжества Финляндского, 1809—1917 гг. — Правоведение. 1975.№ 2. — С. 110
- Уголовное уложение Великого княжества Финляндского: История создания, основные институты. — Л.: ЛГУ им. А. А. Жданова, 1988. — С. 164 ил. 22 см — 969 экз. — ISBN 5-288-00042-5
- Кодификация уголовного законодательства Финляндии XIX века. — СПб.: СПб гос. ун-т, 1992. — С. 39
- Отношение финляндских и российских национальных идей к характеру взаимосвязи Великого княжества Финляндского и Российской империи в 40 — 60 — 80-е гг. XIX в. — Казань: Печать- Сервис- XXI век, 2010. — С. 79 — 85
- Финляндия от Александра I до Александра III / Р. Н. Дусаев/ Издательство юридического института (Санкт-Петербург), 2012.
- Административная система Великого Княжества Финляндского в 3 ч.: монография./Дусаева М. Р., Дусаев Р. Н./Карельский научный центр РАН, — Петрозаводск, 2015.
- Преобразование финляндской муниципальной системы / Правовая культура. 2019. № 1(36).
- Эволюция правового статуса Императорского Финляндского Сената в XIX-начале XX века /Дусаев Р. Н., Дусаева М. Р., Ларичев А. А./ — 2017.

## Награды
- Заслуженный юрист Российской Федерации (2013)[7][9][20];
- Заслуженный деятель науки Республики Карелия (1996)[7][8][9];
- Почётный работник высшего профессионального образования Российской Федерации (1999)[7][8][9];
- Орден Почета (2002)[7][9][21];
- Орден «За заслуги» (Великобритания)[4];
- Орден святого равноапостольного князя Владимира 4 и 3 степени (Православная зарубежная церковь)[4];
- Медаль «А.Ф. Кони» (2001)[2][19];
- Медаль «За усердие»[22];
- Медаль «В память 200-летия Минюста России»[22];
- Медаль «В память 300-летия Санкт-Петербурга» (2003)[22];
- Медаль «300 лет Российскому флоту»[22];
- Медаль «Профессионал России»[23].